# Oscar Lewicki
Oscar Lewicki (Malmö, Suecia, 14 de julio de 1992) es un futbolista sueco que juega de centrocampista para el Malmö FF de la Allsvenskan.

## Carrera
Lewicki se unió al FC Bayern Munich desde su Malmö FF natal en 2008, jugando para el Bayern de Múnich Júnior. Hacia el final de la temporada 2009-10 ascendió al equipo de reserva del Bayern, apareciendo como sustituto. Hizo su debut al comienzo de la temporada siguiente en una derrota por 4-1 ante Kickers Offenbach e hizo 33 apariciones mientras el club quedaba relegado de la 3. Liga. Le ofrecieron un contrato en el primer equipo, pero lo rechazó. En junio de 2011 se convirtió en agente libre.
A pesar de los esfuerzos del Bayern  de Múnich para retenerlo en sus filas, Lewicki eligió unirse al club sueco BK Häcken en agosto de 2011 después de haber firmado un contrato de tres años. La razón principal del cambio de equipo se debió a la posible ausencia de minutos que padecería Lewicki si escogía el primer equipo alemán. Lewicki estuvo cuatro temporadas en Häcken antes de abandonar el club al final de su contrato en 2014. El 13 de noviembre de 2014 Oscar Lewicki regresaría a su primer club, el Malmö FF, tras firmar un contrato de tres años.

## Selección nacional
Tras jugar en las categorías sub-17, sub-19 y proclamarse campeón de la Eurocopa Sub-21 con su selección, finalmente el 17 de enero de 2014 hizo su debut con la selección absoluta de Suecia. Fue en un encuentro amistoso contra Moldavia que finalizó con un marcador de 1-2 a favor del combinado sueco, tras los goles de Henrique Luvannor para Moldavia, y de Erton Fejzullahu y Erton Fejzullahu para Suecia. Además disputó la clasificación para la Eurocopa 2016.

## Clubes
| Club                | País     | Año       | Partidos | Goles |
| ------------------- | -------- | --------- | -------- | ----- |
| Bayern de Múnich II | Alemania | 2010-2011 | 33       | 0     |
| BK Häcken           | Suecia   | 2011-2014 | 77       | 2     |
| Malmö FF            | Suecia   | 2015-     | 299      | 7     |

## Palmarés

### Campeonatos nacionales
| Título         | Club     | País   | Año  |
| -------------- | -------- | ------ | ---- |
| Allsvenskan    | Malmö FF | Suecia | 2016 |
| Allsvenskan    | Malmö FF | Suecia | 2017 |
| Allsvenskan    | Malmö FF | Suecia | 2020 |
| Allsvenskan    | Malmö FF | Suecia | 2021 |
| Copa de Suecia | Malmö FF | Suecia | 2022 |
| Allsvenskan    | Malmö FF | Suecia | 2023 |
| Copa de Suecia | Malmö FF | Suecia | 2024 |
| Allsvenskan    | Malmö FF | Suecia | 2024 |

### Campeonatos internacionales
| Título          | Club                       | País            | Año  |
| --------------- | -------------------------- | --------------- | ---- |
| Eurocopa Sub-21 | Selección sub-21 de Suecia | República Checa | 2015 |